# 王華玉
王華玉（？—？），字實功，一字石攻，江西吉安府安福县人。

## 生平
崇祯九年（1636年）丙子科江西乡试举人，崇祯十三年（1640年）庚辰科進士，兵部观政，授沧州知州，州属要衝，车骑络绎，民疲奔命。华玉至，悉心抚循，与民休息。会大饥，开廪赈之，劝富农出粟煮糜。尤加意造士，多所甄陶。告归，复起授少詹，所著有《十一翼》。